# Neptosternus kerala
Neptosternus kerala is een keversoort uit de familie waterroofkevers (Dytiscidae). De wetenschappelijke naam van de soort is voor het eerst geldig gepubliceerd in 1999 door Lars Hendrich en Michael Balke.
De soort is genoemd naar de zuid-Indische deelstaat Kerala waar het holotype werd verzameld in 1994.